# Westray (film)
Pour les articles homonymes, voir Westray.
Pour plus de détails, voir Fiche technique et Distribution.
Westray est un film canadien réalisé par Paul Cowan, sorti en 2001.

## Synopsis
Ce documentaire retrace l'histoire de la catastrophe de la mine Westray, un explosion de méthane qui a tué 26 mineurs.

## Fiche technique
- Titre : Westray
- Réalisation : Paul Cowan
- Scénario : Paul Cowan
- Narration : Michael Jones et Katie Malloch
- Musique : Robert Marcel Lepage
- Photographie : Paul Cowan
- Montage : Hannele Halm
- Production : Kent Martin
- Société de production : Office national du film du Canada
- Pays :  Canada
- Genre : Documentaire
- Durée : 80 minutes
- Dates de sortie : 
  -  Canada : 14 septembre 2001 (Festival international du film de Toronto)

## Distinctions
Le film a reçu le Prix Génie du meilleur documentaire.